# Ончешть (Джурджу)
Ончешть, Ончешті (рум. Oncești) — село у повіті Джурджу в Румунії. Входить до складу комуни Стенешть.
Село розташоване на відстані 56 км на південь від Бухареста, 9 км на північний захід від Джурджу.

## Населення
За даними перепису населення 2002 року у селі проживали 469 осіб, усі — румуни. Усі жителі села рідною мовою назвали румунську.